# Rigatoni

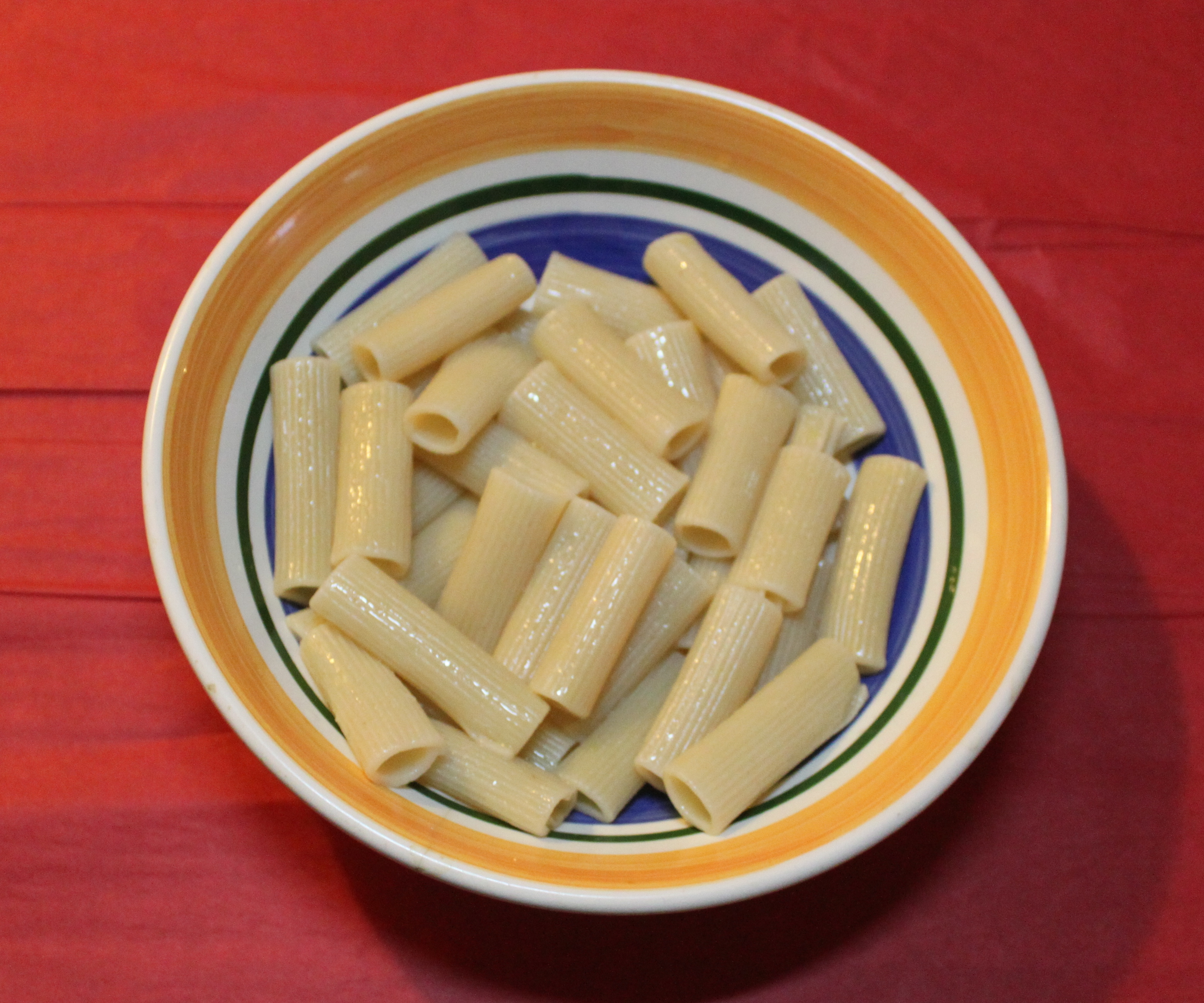
Ugotowane rigatoni

Rigatoni (wymowa: [riɡaˈtoːni]) – forma makaronu pochodząca z Włoch w kształcie rurki o zmiennej długości i średnicy.  Rurki mają większą średnicę niż penne i ziti i są czasem lekko zakrzywione.  Rigatoni mają charakterystyczne karbowane prążki wzdłuż ich długości, czasami spiralnie oplatające rurkę. Końce rigatoni są przycięte prostopadle do ścian rurki (w przypadku penne cięcie jest ukośne).
Słowo rigatoni pochodzi od włoskiego słowa rigato (rigatone to forma augmentatywna, rigatoni – liczba mnoga) co oznacza „prążkowany”. Makaron ten występuje również jako rigatoncini – w nieco drobniejszej wersji, zbliżonej rozmiarem do wielkości penne.
Rigatoni jest szczególnie popularny na południu Włoch, zwłaszcza na Sycylii. Prążki zapewniają lepszą przyczepność sosów i tartego sera niż makaron o gładkich ściankach (jak np. ziti).